# Matt Robinson
Matthew Thomas „Matt“ Robinson, Jr. (* 1. Januar 1937 in Philadelphia, Pennsylvania, USA; † 5. August 2002 in Los Angeles, Kalifornien, USA) war ein US-amerikanischer Schauspieler, Produzent und Drehbuchautor.

## Karriere
1962 schrieb Robinson das Drehbuch für den Film Rained All Night, in dem es um einen Sklaven-Aufstand geht. In den folgenden Jahren schrieb er weitere Drehbücher für den TV-Sender WCAU-TV, unter anderem für Opportunity in Philadelphia.
Von 1969 bis 1972 spielte Robinson die Rolle des Gordon in der Sesamstraße. Zudem schuf er die Figur Roosevelt Franklin, der er auch seine Stimme lieh. Auch nachdem er die Rolle des Gordon aufgegeben hatte, schrieb Robinson weiterhin Drehbücher für Sketche mit dieser Figur. Auch seine Tochter Holly Robinson Peete trat in der Serie auf. Als Jahre später ein Nachname für Gordon, der inzwischen von Roscoe Orman gespielt wurde, gesucht wurde, entschied man sich für den Nachnamen Robinson.
Nach seiner Zeit bei der Sesamstraße schrieb Robinson wieder Drehbücher für Filme sowie für einige Folgen der Bill Cosby Show, für die er auch als Produzent fungierte.
1982 wurde bei Robinson die Parkinson-Krankheit diagnostiziert. Er erlag der Krankheit 2002.